# Archer (stíhač tanků)
Archer (Self-Propelled 17-pdr Valentine Mk I „Archer“) je název britského stíhače tanků vyzbrojeného kanónem OQF 17-pdr na podvozku pěchotního tanku Valentine, který byl zkonstruován v průběhu druhé světové války.

## Vznik a výroba
Britský sedmnáctiliberní protitankový kanón byl velmi účinný, avšak také značně hmotný a rozměrný, takže mohl být přepravován pouze pomocí tahače. To znamenalo, že měl větší efektivitu v obraně, než v útoku. Tudíž vznikl záměr zvýšit jeho pohyblivost instalací na podvozek nějakého obrněného vozidla. Pro tento účel byl vybrán podvozek tanku Valentine, který byl dosud ve výrobě, ale rychle se stával zastaralým. Zároveň byl zahájen vývoj tanků, které budou vyzbrojeny tímto kanónem (Challenger a Sherman Firefly).
Valentine měl poměrně malou korbu, takže nebylo možno použít klasické umístění kanónu v otočné věži. Namísto toho byl kanón instalován v jednoduché nízké a shora otevřené pancéřové nástavbě, přičemž hlaveň kanónu směřovala dozadu. Takovéto řešení umožnilo zachovat poměrně malou celkovou délku vozidla, nicméně to znamenalo, že při výstřelu závěr kanónu zasahoval do prostoru řidiče. Toto záďové umístění se zprvu jevilo jako nedostatek, avšak brzy bylo přeměněno ve výhodu. V kombinaci s celkově nízkou siluetou to tvořilo z Archeru výbornou zbraň k přepadům ze zálohy, kdy jeho osádka po vypálení několika ran mohla rychle ustoupit bez zbytečné ztráty času při otáčení vozidla.
Sériová výroba byla zahájena v březnu roku 1943 a trvala až do konce války. Celkem bylo vyrobeno 655 kusů.

## Bojové použití
Poprvé byl Archer bojově nasazen v říjnu 1944 na západní frontě a v Itálii. Archer byl označen jako samohybné dělo, proto operoval spíše ve výzbroji dělostřeleckých jednotek než u jednotek tankových.
V poválečném období byl součástí výzbroje egyptské armády